# Na Ah-reum
Na Ah-reum (* 24. März 1990 in Naju) ist eine südkoreanische Radrennfahrerin. Sie ist neben Lee Ju-mi eine der dominierenden Radsportlerinnen ihres Landes in den 2010er Jahren und auf Straße sowie Bahn aktiv.

## Sportliche Laufbahn
Bei den Asian Cycling Championships 2008 errang Na Ah-reum als Juniorin zwei Goldmedaillen, im Straßenrennen sowie im Einzelzeitfahren. Bis 2016 errang sie insgesamt vier Goldmedaillen in Einzelzeitfahren sowie im Straßenrennen bei asiatischen Radsportmeisterschaften. 2014 siegte sie zudem bei den Asienspielen im Einzelzeitfahren (Stand Jan. 2016).
2012 startete Na Ah-reum bei den Olympischen Spielen in London im Straßenrennen und belegte Rang 13. Vier Jahre später startete bei den Olympischen Spielen in Rio de Janeiro ebenfalls im Straßenrennen und wurde 30. Im selben Jahr wurde sie Asienmeisterin im Straßenrennen. 2018 errang bei den Asienspielen im Rennen und Einzelzeitfahren auf der Straße und in der Mannschaftsverfolgung auf der Bahn jeweils Gold. Im Jahr darauf wurde sie mit Kim You-ri, Jang Su-ji und Lee Ju-mi Asienmeisterin in der Mannschaftsverfolgung. 2021 startete sie bei den Olympischen Spielen in Tokio und belegte im Straßenrennen Platz 38.

## Erfolge

### Straße
2008
- Asiatische Junioren-Meisterin – Einzelzeitfahren, Straßenrennen

2011
- Südkoreanische Meisterin – Straßenrennen

2012
- Asienmeisterin – Einzelzeitfahren

2013
- Südkoreanische Meisterin – Straßenrennen

2014
- Asienspielesiegerin – Einzelzeitfahren
- Asienmeisterin – Einzelzeitfahren
- Südkoreanische Meisterin – Straßenrennen

2015
- Asienmeisterin – Einzelzeitfahren

2016
- Asienmeisterin – Straßenrennen

2017
- Asienmeisterschaft – Straßenrennen
- Südkoreanische Meisterin – Straßenrennen

2018
- Asienspielesiegerin – Straßenrennen, Einzelzeitfahren
- Südkoreanische Meisterin – Straßenrennen, Einzelzeitfahren
- Asienmeisterschaft – Straßenrennen

2023
- Asienmeisterschaft – Einzelzeitfahren

### Bahn
2011
- Bahnrad-Weltcup 2011/12 in Astana – Punktefahren

2014
- Asienspiele 2014 – Mannschaftsverfolgung (mit Lee Ju-mi, Kim You-ri und Son Hee-jung)
- Asiatische Radsportmeisterschaften 2014 – Einerverfolgung

2018
- Asienspielesiegerin – Mannschaftsverfolgung (mit Kim You-ri, Kim Hyun-ji und Lee Ju-mi)

2019
- Asienmeisterin – Mannschaftsverfolgung (mit Kim You-ri, Jang Su-ji und Lee Ju-mi)
- Asienmeisterschaft – Zweier-Mannschaftsfahren (mit Kim You-ri), Mannschaftsverfolgung (mit Kim You-ri, Jang Su-ji und Lee Ju-mi)
- Südkoreanische Meisterin – Zweier-Mannschaftsfahren (mit Jang Su-ji)

2019/20
- Asienmeisterin – Einerverfolgung, Mannschaftsverfolgung (mit Kim Hyun-ji, Jang Su-ji und Lee Ju-mi)

2022
- Asienmeisterin – Mannschaftsverfolgung (mit Shin Ji-eun, Kim You-ri, Lee Ju-mi und Kang Hyun-kyung)
- Asienmeisterschaft – Zweier-Mannschaftsfahren (mit Kim You-ri)
- Südkoreanische Meisterin – Mannschaftsverfolgung (mit Lee Eun-hee, Lee Joo-hee und Song Min-ji)

2023
- Asienmeisterschaft – Zweier-Mannschaftsfahren (mit Lee Ju-mi)
- Asienmeisterschaft – Mannschaftsverfolgung (mit Shin Jie-un, Lee Ju-mi,  und Kang Hyun-kyung)
- Asienspiele – Zweier-Mannschaftsfahren (mit Lee Ju-mi)